# Sumire Hata
Sumire Hata (三浦龍司?, Hata Sumire; Yao, 4 maggio 1996) è una lunghista giapponese, ha vinto la medaglia d'oro ai campionati asiatici nel 2023 nel salto in lungo.

## Record nazionali
- Salto in lungo: 6,97 m ( Bangkok, 14 luglio 2023)

## Progressione

### Salto in lungo
| Stagione | Misura    | Luogo       | Data      | Rank. Mond. |
| -------- | --------- | ----------- | --------- | ----------- |
| 2024     | 6,43 m(i) | Glasgow     | 3-3-2024  |             |
| 2023     | 6,97 m    | Bangkok     | 13-7-2023 |             |
| 2022     | 6,67 m    | Gifu        | 24-9-2022 |             |
| 2021     | 6,65 m    | Kōbe        | 25-4-2021 |             |
| 2020     | 6,28 m(i) | Osaka       | 2-2-2020  |             |
| 2019     | 6,45 m    | Fujiyoshida | 1-9-2019  |             |
| 2018     | 6–24 m    | Okinawa     | 30-6-2018 |             |
| 2017     | 6,08 m    | Hiratsuka   | 11-6-2017 |             |

## Palmarès
| Anno | Manifestazione             | Sede        | Evento         | Risultato | Prestazione | Note  |
| ---- | -------------------------- | ----------- | -------------- | --------- | ----------- | ----- |
| 2017 | Campionati asiatici        | Bhubaneswar | Salto in alto  | 11ª       | 1,75 m      |       |
| 2022 | Mondiali                   | Eugene      | Salto in lungo | 20ª (q)   | 6,39 m      |       |
| 2023 | Campionati asiatici indoor | Astana      | Salto in lungo | Oro       | 6,64 m      |       |
| 2023 | Campionati asiatici        | Bangkok     | Salto in lungo | Oro       | 6,97 m      | [ 2 ] |
| 2023 | Mondiali                   | Budapest    | Salto in lungo | 23ª (q)   | 6,41 m      | [ 3 ] |
| 2023 | Giochi asiatici            | Hangzhou    | Salto in lungo | 4ª        | 6,48 m      | [ 4 ] |
| 2024 | Mondiali indoor            | Glasgow     | Salto in lungo | 9ª        | 6,43 m      | [ 5 ] |
| 2024 | Giochi olimpici            | Parigi      | Salto in lungo | 26ª (q)   | 6,31 m      |       |

## Campionati nazionali
- 4 volte campionessa nazionale giapponese del salto in lungo (2023, 2022, 2021, 2019)
- 3 volte campionessa nazionale giapponese del salto in lungo (2022, 2021, 2020)

2017
- 16ª ai campionati giapponese (Osaka), salto in alto - 1,70 m
- 9ª ai campionati giapponesi (Osaka), Salto in lungo - 6,02 m
- 22ª ai campionati giapponese (Yamaguchi), salto in alto - 12,11 m

2018
- 11ª ai campionati giapponese (Yamaguchi), salto in alto - 1,74 m
- Argento ai campionati giapponesi (Yamaguchi), Salto in lungo - 6,08 m
- 22ª ai campionati giapponese (Yamaguchi), salto in alto - 12,11 m

2019
- 9ª ai campionati giapponese (Fukuoka), salto in alto - 1,70 m
- Oro ai campionati giapponesi (Fukuoka), Salto in lungo - 6,43 m

2020
- Oro ai campionati giapponesi indoor (Osaka), Salto in lungo - 6,28 m
- Bronzo ai campionati giapponesi (Niigata), Salto in lungo - 6,12 m

2021
- Oro ai campionati giapponesi indoor (Osaka), Salto in lungo - 6,33 m
- Oro ai campionati giapponesi (Osaka), Salto in lungo - 6,40 m

2022
- Oro ai campionati giapponesi indoor (Osaka), Salto in lungo - 6,52 m
- Oro ai campionati giapponesi (Osaka), Salto in lungo - 6,43 m

2023
- Oro ai campionati giapponesi (Osaka), Salto in lungo - 6,63 m